# Куп Србије у ватерполу 2014/15.
Куп Србије у ватерполу 2014/15. је девето такмичење организовано под овим називом од стране Ватерполо савеза Србије. Финални турнир је одржан 21. и 22. децембра 2014. године у Бечеју, а сви мечеви су одиграни на базену СЦ "Ђорђе Предин".

## Учесници
За учешће у Купу Србије за сезону 2014/15. пријавиле су се укупно четири екипе: Војводина, Партизан Рајфајзен, Раднички Кон Тики и Црвена звезда.

## Полуфинале
Жреб полуфиналних парова обављен је 3. децембра 2014. године, а сви учесници били су у истој позицији (исти шешир).
| 21. децембар 2014. 18:00 | Детаљи | Партизан Рајфајзен                           | 15 : 7  | Војводина         | СЦ "Ђорђе Предин", Бечеј Гледалаца: 400 Судије: Балажевић, Раковић-Крстоношић |
| 21. децембар 2014. 18:00 | Детаљи | Резултати по четвртинама: 3-2, 4-1, 3-3, 5-1 |         |                   | СЦ "Ђорђе Предин", Бечеј Гледалаца: 400 Судије: Балажевић, Раковић-Крстоношић |
| 21. децембар 2014. 18:00 | Детаљи | Мандић 3                                     | Стрелци | Васић, Матковић 2 | СЦ "Ђорђе Предин", Бечеј Гледалаца: 400 Судије: Балажевић, Раковић-Крстоношић |

| 21. децембар 2014. 20:00 | Детаљи | Црвена звезда                                | 6 : 10  | Раднички Кон Тики | СЦ "Ђорђе Предин", Бечеј Гледалаца: 800 Судије: Станојевић, Стефановић |
| 21. децембар 2014. 20:00 | Детаљи | Резултати по четвртинама: 3-1, 0-2, 1-4, 2-3 |         |                   | СЦ "Ђорђе Предин", Бечеј Гледалаца: 800 Судије: Станојевић, Стефановић |
| 21. децембар 2014. 20:00 | Детаљи | Ранђеловић, С. Рашовић 2                     | Стрелци | Петковић, Ћук 2   | СЦ "Ђорђе Предин", Бечеј Гледалаца: 800 Судије: Станојевић, Стефановић |

## Финале
| 22. децембар 2014. 20:00 | Детаљи | Партизан Рајфајзен                           | 4 : 5   | Раднички Кон Тики | СЦ "Ђорђе Предин", Бечеј Гледалаца: 1 000 Судије: Путниковић, Раковић |
| 22. децембар 2014. 20:00 | Детаљи | Резултати по четвртинама: 0-1, 1-2, 2-2, 1-0 |         |                   | СЦ "Ђорђе Предин", Бечеј Гледалаца: 1 000 Судије: Путниковић, Раковић |
| 22. децембар 2014. 20:00 | Детаљи | 4 играча 1                                   | Стрелци | Петковић 2        | СЦ "Ђорђе Предин", Бечеј Гледалаца: 1 000 Судије: Путниковић, Раковић |

| Победник Купа Србије у ватерполу 2014/15. |
| ----------------------------------------- |
| ВК Раднички Крагујевац 1. титула          |